# Pultenaea polifolia
Pultenaea polifolia är en ärtväxtart som beskrevs av Allan Cunningham. Pultenaea polifolia ingår i släktet Pultenaea och familjen ärtväxter. Inga underarter finns listade i Catalogue of Life.